# Mary J. Blige
Mary Jane Blige (New York, 11 januari 1971) is een Amerikaanse soulzangeres en actrice. Ze wordt ook wel de Queen of Hip Hop Soul genoemd.

## Biografie
Blige brak door in 1992 met het nummer You remind me, afkomstig van haar debuutalbum What's the 411?. Dit album wordt, net als de opvolger My life (1994), beschouwd als een klassieker binnen het hiphop-soulgenre.
Door de jaren heen scoorde Blige grote internationale hits, zoals As (in duet met George Michael, 1999), Family affair (2001), No more drama (2001), Be without you (2005) en One (in duet met U2, 2006). In 2003 trouwde Blige met Kendu Isaacs.
In 2014 werkte ze samen met de houseact Disclosure. De single F For You werd in meerdere landen een hit en werd genomineerd voor een Grammy Award.
In 2018 kreeg Blige een ster op de Hollywood Walk of Fame.
In 2019 ging de Netflix-serie The Umbrella Academy in première waar Blige Cha-Cha speelde, een tijdreizende huurmoordenaar.
In 2022 trad Blige samen met Dr. Dre, Eminem, Snoop Dogg, Kendrick Lamar en 50 Cent op tijdens de Super Bowl LVI Halftime Show.

## Concerten in Nederland
- 1995 - Voorprogramma Jodeci: Ahoy' Rotterdam
- 1997 - Share My World Tour: Ahoy' Rotterdam
- 1999 - Exclusief optreden voor prijswinnaars The Music Factory
- 2002 - No More Drama Tour: Ahoy' Rotterdam
- 2004 - Love & Life Tour: Heineken Music Hall Amsterdam
- 2006 - The Breakthrough Experience Tour: Heineken Music Hall Amsterdam
- 2008 - Growing Pains Tour: Heineken Music Hall Amsterdam
- 2015 - North Sea Jazz Festival Ahoy'Rotterdam
- 2016 - King & Queen of Hearts World Tour: Ziggo Dome Amsterdam

## Discografie

### Albums
| Album met eventuele hitnotering(en) in de Nederlandse Album Top 100 | Datum van verschijnen | Datum van binnenkomst | Hoogste positie | Aantal weken | Opmerkingen                                 |
| ------------------------------------------------------------------- | --------------------- | --------------------- | --------------- | ------------ | ------------------------------------------- |
| What's the 411?                                                     | 28-07-1992            | -                     |                 |              |                                             |
| What's the 411? Remix                                               | 07-12-1993            | -                     |                 |              | Remixalbum                                  |
| My life                                                             | 28-11-1994            | 24-02-1996            | 62              | 11           |                                             |
| Share my world                                                      | 23-04-1997            | 19-04-1997            | 15              | 17           |                                             |
| The tour                                                            | 28-07-1998            | 15-08-1998            | 53              | 6            | Livealbum                                   |
| Mary                                                                | 17-08-1999            | 28-09-1999            | 20              | 12           |                                             |
| Ballads                                                             | 20-12-2000            | -                     |                 |              | Verzamelalbum / Alleen in Japan uitgebracht |
| No more drama                                                       | 28-08-2001            | 01-09-2001            | 9               | 60           |                                             |
| Dance for me                                                        | 13-08-2002            | -                     |                 |              |                                             |
| Love & life                                                         | 26-08-2003            | 06-09-2003            | 22              | 8            |                                             |
| The breakthrough                                                    | 20-12-2005            | 24-12-2005            | 12              | 49           |                                             |
| Reflections (A retrospective)                                       | 12-12-2006            | 16-12-2006            | 12              | 16           | Verzamelalbum                               |
| Growing pains                                                       | 18-12-2007            | 09-02-2008            | 31              | 7            |                                             |
| Stronger with each tear                                             | 18-12-2009            | 02-01-2010            | 89              | 1            |                                             |
| My life II... The journey continues (act I)                         | 18-11-2011            | 26-11-2011            | 95              | 1            |                                             |
| A Mary Christmas                                                    | 11-10-2013            | 28-12-2013            | 96              | 1            |                                             |
| The London sessions                                                 | 28-11-2014            | 06-12-2014            | 94              | 1            |                                             |

| Album met hitnotering(en) in de Vlaamse Ultratop 200 albums | Datum van verschijnen | Datum van binnenkomst | Hoogste positie | Aantal weken | Opmerkingen |
| ----------------------------------------------------------- | --------------------- | --------------------- | --------------- | ------------ | ----------- |
| No more drama                                               | 2001                  | 27-10-2001            | 32              | 20           |             |
| Love & life                                                 | 2003                  | 13-09-2003            | 41              | 1            |             |
| The breakthrough                                            | 2005                  | 18-02-2006            | 66              | 27           |             |
| Growing pains                                               | 2008                  | 16-02-2008            | 58              | 3            |             |
| The London sessions                                         | 2014                  | 13-12-2014            | 100             | 1            |             |
| Strength of a woman                                         | 2017                  | 06-05-2017            | 112             | 1            |             |

### Singles
| Single met eventuele hitnotering(en) in de Nederlandse Top 40 | Datum van verschijnen | Datum van binnenkomst | Hoogste positie | Aantal weken | Opmerkingen                                                                                   |
| ------------------------------------------------------------- | --------------------- | --------------------- | --------------- | ------------ | --------------------------------------------------------------------------------------------- |
| You remind me                                                 | 23-06-1991            | -                     |                 |              |                                                                                               |
| Real love                                                     | 25-08-1992            | -                     |                 |              |                                                                                               |
| Reminisce                                                     | 13-10-1992            | -                     |                 |              |                                                                                               |
| Sweet thing                                                   | 02-04-1993            | -                     |                 |              |                                                                                               |
| Love no limit                                                 | 10-05-1993            | -                     |                 |              |                                                                                               |
| You don't have to worry                                       | 19-10-1993            | -                     |                 |              | met Craig Mack                                                                                |
| My love                                                       | 28-04-1994            | -                     |                 |              |                                                                                               |
| Be happy                                                      | 14-10-1994            | -                     |                 |              |                                                                                               |
| I'm goin' down                                                | 18-01-1995            | -                     |                 |              |                                                                                               |
| Mary Jane (All night long)                                    | 08-02-1995            | -                     |                 |              |                                                                                               |
| You bring me joy                                              | 28-05-1995            | -                     |                 |              |                                                                                               |
| I love you                                                    | 29-05-1995            | -                     |                 |              |                                                                                               |
| I'll be there for you / You're all I need to get by           | 02-05-1995            | 29-07-1995            | tip2            | -            | met Method Man / Nr. 36 in de Single Top 100                                                  |
| (You make me feel like a) Natural woman                       | 1996                  | 17-02-1996            | 36              | 2            | Nr. 46 in de Single Top 100                                                                   |
| Not gon' cry                                                  | 23-01-1996            | -                     |                 |              |                                                                                               |
| Love is all we need                                           | 18-03-1997            | -                     |                 |              | Nr. 90 in de Single Top 100                                                                   |
| I can love you                                                | 05-07-1997            | -                     |                 |              | met Lil' Kim                                                                                  |
| Everything                                                    | 03-09-1997            | 13-09-1997            | tip6            | -            | Nr. 62 in de Single Top 100                                                                   |
| Missing you                                                   | 02-12-1997            | -                     |                 |              |                                                                                               |
| Seven days                                                    | 20-01-1998            | -                     |                 |              | met George Benson                                                                             |
| Lean on me                                                    | 1998                  | 05-12-1998            | tip16           | -            | met Kirk Franklin, R. Kelly, Bono, Crystal Lewis and The Family / Nr. 57 in de Single Top 100 |
| As                                                            | 10-01-1999            | 20-03-1999            | 7               | 12           | met George Michael / Nr. 9 in de Single Top 100 / Alarmschijf                                 |
| All that I can say                                            | 09-08-1999            | 14-08-1999            | tip20           | -            | Nr. 91 in de Single Top 100                                                                   |
| Deep inside                                                   | 28-10-1999            | 22-01-2000            | 40              | 2            | Nr. 81 in de Single Top 100                                                                   |
| Give me you                                                   | 22-03-2000            | -                     |                 |              | Nr. 77 in de Single Top 100                                                                   |
| Your child                                                    | 29-08-2000            | -                     |                 |              |                                                                                               |
| 911                                                           | 27-11-2000            | 18-11-2000            | 5               | 14           | met Wyclef Jean / Nr. 8 in de Single Top 100                                                  |
| Family affair                                                 | 17-07-2001            | 01-09-2001            | 3               | 15           | Nr. 3 in de Single Top 100 / Alarmschijf                                                      |
| Dance for me                                                  | 2001                  | 02-02-2002            | 29              | 4            | met Common / Nr. 55 in de Single Top 100                                                      |
| No more drama                                                 | 29-10-2001            | 20-04-2002            | 12              | 10           | Nr. 15 in de Single Top 100                                                                   |
| Rainy dayz                                                    | 11-01-2002            | 27-07-2002            | 8               | 8            | met Ja Rule / Nr. 13 in de Single Top 100 / Alarmschijf                                       |
| Love @ 1st sight                                              | 24-06-2003            | 30-08-2003            | tip6            | -            | met Method Man / Nr. 56 in de Single Top 100                                                  |
| Ooh!                                                          | 09-2003               | -                     |                 |              |                                                                                               |
| Not today                                                     | 03-03-2004            | -                     |                 |              | met Eve                                                                                       |
| Whenever I say your name                                      | 2003                  | -                     |                 |              | met Sting / Nr. 60 in de Single Top 100                                                       |
| It's a wrap                                                   | 06-2004               | -                     |                 |              |                                                                                               |
| MJB da MVP                                                    | 18-04-2005            | -                     |                 |              |                                                                                               |
| Be without you                                                | 15-11-2005            | 21-01-2006            | 7               | 9            | Nr. 6 in de Single Top 100                                                                    |
| One                                                           | 07-04-2006            | 15-04-2006            | 2               | 22           | met U2 / Nr. 3 in de Single Top 100                                                           |
| Enough cryin'                                                 | 02-03-2006            | 01-07-2006            | tip12           | -            | met Brook-lyn                                                                                 |
| Take me as I am                                               | 17-08-2006            | -                     |                 |              |                                                                                               |
| We ride (I see the future)                                    | 05-11-2006            | 20-01-2007            | tip13           | -            |                                                                                               |
| Runaway love                                                  | 12-02-2007            | -                     |                 |              | met Ludacris                                                                                  |
| Just fine                                                     | 16-10-2007            | 29-12-2007            | tip14           | -            |                                                                                               |
| Work that                                                     | 18-12-2007            | -                     |                 |              | met Busta Rhymes                                                                              |
| Stay down                                                     | 18-03-2008            | -                     |                 |              |                                                                                               |
| The one                                                       | 21-07-2009            | -                     |                 |              | met Drake                                                                                     |
| Stronger                                                      | 18-08-2009            | -                     |                 |              |                                                                                               |
| I am                                                          | 08-12-2009            | -                     |                 |              |                                                                                               |
| Each tear                                                     | 26-02-2010            | -                     |                 |              | met Jay Sean                                                                                  |

| Single met hitnotering(en) in de Vlaamse Ultratop 50 | Datum van verschijnen | Datum van binnenkomst | Hoogste positie | Aantal weken | Opmerkingen                                   |
| ---------------------------------------------------- | --------------------- | --------------------- | --------------- | ------------ | --------------------------------------------- |
| As                                                   | 1999                  | 27-03-1999            | 42              | 5            | met George Michael                            |
| 911                                                  | 2001                  | 13-01-2001            | 16              | 13           | met Wyclef Jean / Nr. 16 in de Radio 2 Top 30 |
| Family affair                                        | 2001                  | 06-10-2001            | 5               | 19           | Nr. 3 in de Radio 2 Top 30                    |
| Dance for me                                         | 2002                  | 02-03-2002            | 48              | 1            | met Common / Nr. 26 in de Radio 2 Top 30      |
| No more drama                                        | 2002                  | 18-05-2002            | 36              | 4            | Nr. 24 in de Radio 2 Top 30                   |
| Rainy dayz                                           | 2002                  | 14-09-2002            | 44              | 3            | met Ja Rule / Nr. 21 in de Radio 2 Top 30     |
| Love @ 1st sight                                     | 2003                  | 27-09-2003            | tip5            | -            | met Method Man                                |
| Be without you                                       | 2006                  | 25-02-2006            | 42              | 3            |                                               |
| One                                                  | 2006                  | 06-05-2006            | 6               | 22           | met U2 / Nr. 6 in de Radio 2 Top 30           |
| Enough cryin'                                        | 2006                  | 16-09-2006            | tip15           | -            | met Brook-lyn                                 |
| Right now                                            | 2014                  | 11-10-2014            | tip22           | -            |                                               |

### NPO Radio 2 Top 2000
| Nummers met noteringen in de NPO Radio 2 Top 2000 | '09 | '10 | '11 | '12  | '13  | '14 | '15 | '16 | '17  | '18  | '19  | '20  | '21  | '22  | '23  | '24  |
| ------------------------------------------------- | --- | --- | --- | ---- | ---- | --- | --- | --- | ---- | ---- | ---- | ---- | ---- | ---- | ---- | ---- |
| As (met George Michael)                           | -   | -   | -   | 1553 | 1734 | -   | -   | -   | 1690 | 1356 | 1419 | 1224 | 1390 | 1383 | 1247 | 1300 |
| One (met U2)                                      | 648 | 386 | 471 | 178  | 163  | 149 | 179 | 236 | 233  | 181  | 188  | 170  | 195  | 227  | 204  | 228  |

1. ↑  Een '-' betekent dat het nummer niet was genoteerd en een vetgedrukt getal geeft de hoogste notering van een nummer aan.
2. ↑  2009 was het eerste jaar met een notering voor Mary J. Blige.

- Bibsys: 5065154
- Bibliothèque nationale de France: cb139640459 (data)
- Gemeinsame Normdatei: 134778790
- International Standard Name Identifier: 0000 0000 6310 393X
- Library of Congress Control Number: no96014488
- MusicBrainz: db76c5ca-d555-4f09-b1db-baa1b713d875
- Nationale Bibliotheek van Tsjechië: xx0005569
- Nationale Bibliotheek van Israël: 987007320255305171
- Nationale Bibliotheek van Polen: a0000001880461
- Nederlandse Thesaurus van Auteursnamen: 241892643
- Réseau des bibliothèques de Suisse occidentale: 02-A013916507
- SNAC: w60g4kgg
- Système universitaire de documentation: 086819445
- Virtual International Authority File: 54339397
- WorldCat: E39PBJbRjXF9DGrtQ8V9XHRMyd